# Versus (gruppo musicale)

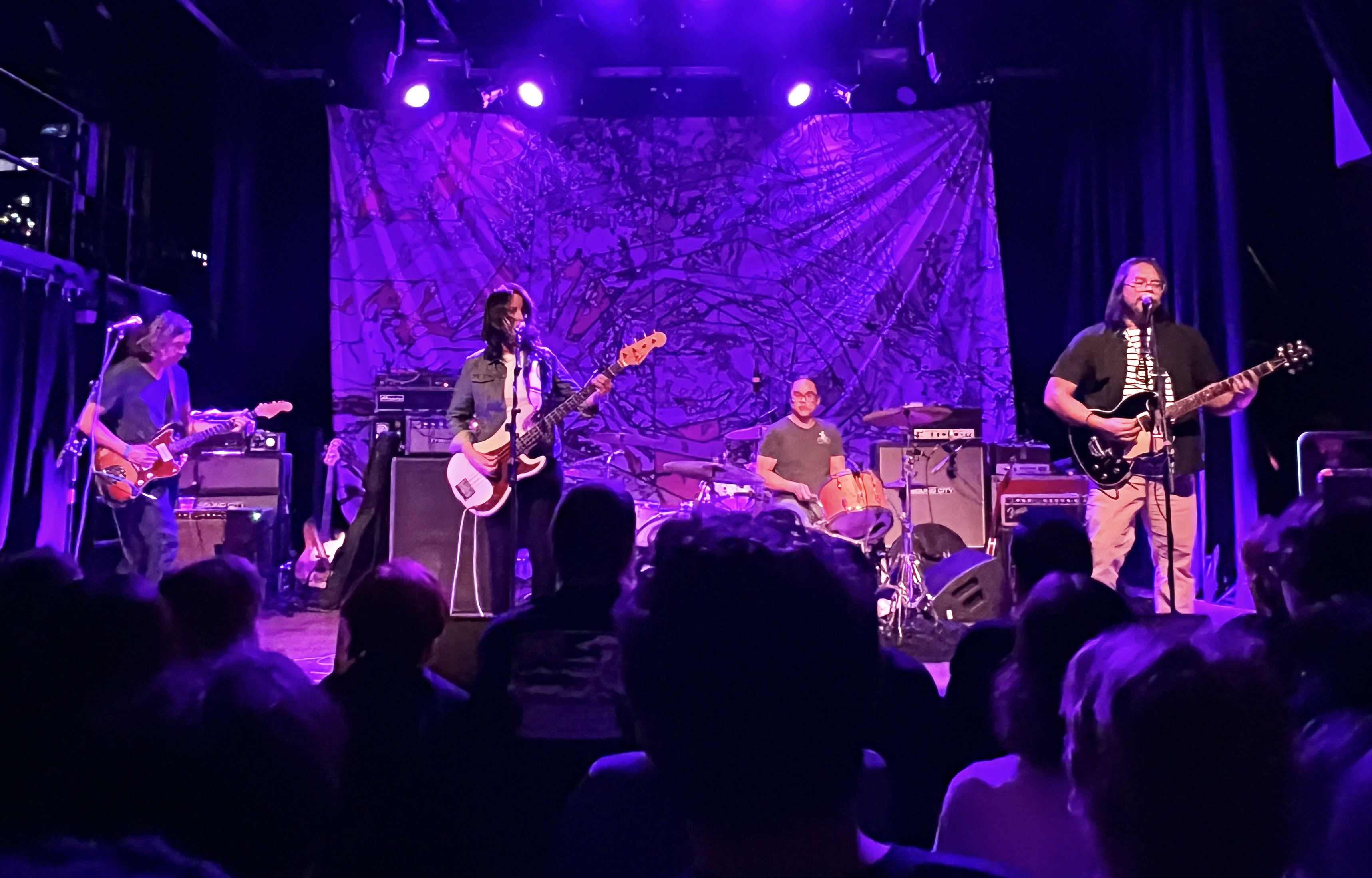
I Versus durante un'esibizione dal vivo

I Versus sono un gruppo musicale indie rock statunitense formato a New York nel 1990 dal cantante/chitarrista Richard Baluyut e la bassista Fontaine Toups e il batterista Edward Baluyut dopo lo scioglimento della loro precedente band Flower.  La loro musica è un indie rock melodico e malinconico, che prende spunto dalle atmosfere di Galaxie 500, Yo La Tengo, con qualche influenza anche del noise rock degli Sonic Youth. Il nome della band deriva dall'album Vs. dei Mission of Burma.

## Storia
I Versus esordirono nel 1991 con il singolo Insomnia, a cui fece seguito l'EP, Let's Electrify (Remora, 1993), che gli valse un contratto discografico con la TeenBeat Records con cui l'anno successivo pubblicarono l'album d'esordio The Stars Are Insane. Nel 1995 fece seguito per la stessa etichetta la raccolta antologica Dead Leaves che contiene i primi singoli.

## Discografia

### Album in studio
- 1994 - The Stars Are Insane (TeenBeat Records)
- 1996 - Secret Swingers (Caroline Records)
- 1998 - Two Cents Plus Tax (Caroline Records)
- 2000 - Hurrah (Merge Records)
- 2010 - On the Ones and Threes (Merge Records)
- 2019 - Ex Voto (Merge Records)

### Raccolte
- 1995 - Dead Leaves (TeenBeat Records)

### EP
- 1993 - Let's Electrify (Remora)
- 1996 - Deep Red (TeenBeat Records)
- 1999 - Afterglow (Merge Records)
- 2000 - Shangri-La (Merge Records)
- 2000 - Drawn and Quartered  (Insound Tour Support Series)
- 2019 - Ex Nihilo [12-inch] (Ernest Jenning Record Co.)

## Formazione

### Formazione attuale
- Richard Baluyut – chitarra, voce (1990–oggi)
- Fontaine Toups – basso elettrico, chitarra, voce (1990–oggi)
- Edward Baluyut – chitarra (1990–1991); batteria (1992–1996, 2008–oggi)
- Margaret White – violino, tastiere (2009–oggi)

### Ex componenti
- Robert Hale – batteria (1991–1992)
- James Baluyut – chitarra, tastiere (1995–2008)
- Patrick Ramos – batteria (1996–2008)